# The Elder Scrolls Online
The Elder Scrolls Online é um jogo eletrônico de MMORPG desenvolvido pela ZeniMax Online Studios, que foi lançado em 4 abril de 2014 para Microsoft Windows e OS X, e as versões de PlayStation 4 e Xbox One foram lançadas em junho. Faz parte da franquia The Elder Scrolls, do qual é o primeiro jogo multijogador de mundo-aberto da série. Foi anunciado em 3 de maio de 2012. e estará disponivel para Xbox One e PS4 no primeiro semestre de 2015.

## Jogabilidade
Ao criar o personagem os jogadores têm acesso a seis classes: Dragon Knight, Templar, Sorcerer, Nightblade, Necromancer e Warden (apenas com DLC Morrowind).[carece de fontes?]
Como em títulos anteriores de The Elder Scrolls, a jogabilidade e não linear com uma mistura de missões, eventos aleatórios, e encorajamentos para que os jogadores simplesmente explorarem o mundo. O jogo não tem modo offline, embora os desenvolvedores afirmaram que haverá "abundância de conteúdo", projetado para acomodar os jogadores que preferem jogar sozinho.

## Cenário
Tal como acontece com outros jogos em The Elder Scrolls, o jogo vai ser vivido no continente de Tamriel e apresentam um enredo indiretamente relacionado com os outros jogos. O jogo vai ser definido com um milênio antes dos acontecimentos de The Elder Scrolls V: Skyrim e cerca de 800 anos antes de The Elder Scrolls III: Morrowind e The Elder Scrolls IV: Oblivion, com os Daedric, e Príncipe Molag Bal aparecendo como o principal antagonista enquanto ele tenta fundir o plano de Mundus com seu reino de Coldharbour.
A maior parte do continente de Tamriel será jogável no jogo, e os jogadores terão a oportunidade de participar de qualquer uma das três facções em conflito do o trono do Imperador de Tamriel: A Segunda, Aldmeri Dominion (representado por uma águia), composto por Altmer (High Elf), Bosmer (Wood elf) e Khajiit; o Daggerfall (representado por um Leão), composto por bretões, Redguards e Orsimer (Orcs); e o Pacto Ebonheart (representado por um dragão), composto por Nords, Dunmer (Dark Elf) e Argonians.[carece de fontes?]

## Desenvolvimento
The Elder Scrolls Online tinha estado em desenvolvimento por 5 anos anteriores ao seu anúncio, em Maio de 2012.  É o primeiro projeto para ZeniMax Online Studios, que foi formado em 2007. Matt Firor, é também o diretor de The Elder Scrolls Online.
Embora tenha havido rumores de um multiplayer nos jogos de The Elder Scrolls por anos, porém, informações precisas sobre o jogo foi em um anúncio maio 2012, que vazou em março de 2012 em uma publicação on-line um anônimo. De acordo com o vazamento, o jogo estava programado para ser mostrado na E3 2012 em junho e QuakeCon de 2012, em agosto.
Publicado 08 de novembro de 2012, Bethesda divulgou um vídeo no YouTube chamado "An Introduction to The Elder Scrolls Online", no qual os desenvolvedores do jogo falam sobre o conteúdo do jogo e de como ele foi feito.
Em 21 de janeiro de 2013, as inscrições para versão beta de The Elder Scrolls Online começou. Em 26 de março de 2013 a primeira rodada de inscrições beta foram fechadas e enviados para fora. Em 08 de abril de 2013, a segunda rodada de inscrição beta foram fechadas e enviados para fora. Em 9 de Julho de 2013 a terceira rodada de convites para beta foram fechadas e enviadas. Em 20 de novembro de 2013, a quarta rodada de convites para beta foram fechadas e enviadas. Em 7 de janeiro de 2014, a quinta rodada de convites para beta foram fechadas e enviadas. Em 4 de fevereiro de 2014, a sexta rodada de convites para beta foram fechadas e enviadas. Em 26 de fevereiro de 2014 a sétima rodada de convites para beta foram fechadas e enviadas.
Em 10 de Junho de 2013 a Sony anunciou que The Elder Scrolls Online estaria disponível no PlayStation 4 em sua conferência de imprensa E3. Mais tarde, foi esclarecido pela Bethesda que também estará disponível em Xbox One. Enquanto os jogadores no PC e Mac jogam juntos, aqueles do Xbox One e PlayStation 4 jogam só com os outros na mesma plataforma.
Em 21 de agosto de 2013 na Gamescom, em Colônia, na Alemanha, foi anunciado que o The Elder Scrolls Online terá uma taxa de assinatura mensal no momento da liberação para todas as plataformas. O tempo pode ser comprado em 30, 90, e incrementos de 180 dias.[carece de fontes?]
Embora tenha sido anunciado em 28 de janeiro de 2014 que o jogo não vai exigir uma subscrição do PlayStation Plus para jogar online, a versão do Xbox One vai exigir uma assinatura da Xbox Live Gold, além da assinatura mensal do jogo.
Em 23 de janeiro de 2014 vários atores foram anunciados para expressar e lançar os personagens de The Elder Scrolls Online, entre eles, John Cleese, Bill Nighy, Kate Beckinsale, Lynda Carter, Alfred Molina, Michael Gambon, Jennifer Hale, Malcolm McDowell, e Peter Stormare.

## Recepção
The Elder Scrolls Online recebeu críticas favoráveis após o lançamento; o jogo tem uma classificação agregada ponderada de 83,12% do GameRankings, baseado em 8 opiniões, e 81/100 no Metacritic, com base em 13 comentários.
Metro informou que The Elder Scrolls Online foi o jogo mais vendido no Reino Unido da semana de 05 de abril para formatos físicos, e número dois em todos os formatos.
Logo após o lançamento do jogo, apesar da existência de oferta de 30 dias grátis para o público testá-lo, foi relatado que os jogadores não poderiam começar a jogar enquanto não se inscrevessem no processo de cobrança mensal, mas, ao se inscrever, era cobrado o primeiro mês de forma que os 30 primeiros dias não ficavam grátis. O problema foi confirmado e resolvido, mas afetou a recepção inicial do jogo. 